# Mnet投票操作問題
Mnet投票操作問題（エムネットとうひょうそうさもんだい、朝：엠넷의 서바이벌 프로그램 투표 조작 사건、英：Mnet Vote Manipulation Investigation）は、音楽専門チャンネルMnetが制作および放送した複数のオーディション番組シリーズにおける選挙詐欺を含む韓国の芸能スキャンダル。
この事件は主にPRODUCE 101シリーズとアイドル学校に関係しており、これは韓国の国民プロデューサーの投票で選ばれたメンバーを持つアイドルグループを作ることを意図していた。

## 経緯
2019年7月、PRODUCE 101シリーズの第4弾、PRODUCE X 101の最終回で、視聴者の一部が数値パターンに気づき、総票が操作されたのではないかと疑った。
2019年8月1日、272人の視聴者がMnetに対して訴訟を起こし、オンサイトテキスト投票サービスに1票あたり100ウォン(日本円で約10円)を請求したため、ソウル特別市警察庁が主導する捜査が引き起こされた。
2019年11月5日、PRODUCE 101シリーズのプロデューサーであるアン・ジュニョンとキム・ヨンボムが逮捕される。アンは後に、PRODUCE 101シリーズの4シーズン全てにランキングを操作したことを認めた。
2019年12月3日、アン、キム、その他6人のエンターテインメント代理店の代表者が、業務妨害、詐欺、贈収賄などの容疑で起訴された。裁判は2019年12月20日に始まった。
2019年12月30日、CJ ENMの社長、ホ・ミンヘが謝罪会見を行った。
この調査は、Mnetのフランチャイズによって制作されたグループのプロモーションに影響を与え、X1は後に解散され、IZ*ONEは活動休止し、Mnetの進行中のオーディション番組シリーズに対する世間の認識に影響を与えた。

## 背景
2009年、Mnetは、最初のリアリティ競争シリーズ「スーパースターK」を制作した。
2016年、PRODUCE 101を立ち上げ、101人の出場者から11人のメンバー全員が観客の投票で選ばれたなる短期的なK-popプロジェクトグループを作ることを目指した。結成されたグループ「I.O.I」からは、10ヶ月間の契約を通じて成功を収め、その人気によってシリーズを継続し、独自のフランチャイズを作成した。
2017年4月、第2弾のPRODUCE 101 SEASON2でWanna Oneを結成した。
2017年7月、PRODUCE 101シリーズに加えて、同様の前提でアイドル学校を立ち上げ、ガールズグループfromis_9を結成した。
2018年6月、第3弾のPRODUCE 48（AKB48グループとのコラボ）でIZ*ONEを結成した。
2019年5月、第4弾のPRODUCE X 101でX1を結成した。

## 番組ごとの詳細

### PRODUCE 101
アン・ジュニョンは2016年2月12日に放送された最初の順位発表で、上位61人の昇格ポジション内の2人の練習生を脱落させ、他の2人の練習生と入れ替えたことを認めた。
当番組で結成されたI.O.Iの活動終了後，2019年にシーズン3とシーズン4で投票操作が発覚し、視聴者が真相調査委員会を結成し、検察機関に公務妨害と詐欺などの疑いで番組制作チームを訴え、最終的に警察が調査に介入した。
事件の二審発表の第一回順位発表で被害を受けた練習生にはキム・スヒョンとソ・ヘリンが含まれる。

### PRODUCE 101 SEASON2
アン・ジュニョンは2017年5月5日に放送された最初の順位発表でインターネットと現場の視聴者の投票結果を改ざんし、上位60名に昇格した練習生を入れ替えたと主張した。
キム・ヨンボムは6月16日の決勝戦の生放送期間中にネット投票と生放送ショートメッセージの投票結果を改ざんし、もともとTOP11の中にいた練習生を追い出して最終的に脱落させ、もともとTOP11の中にいなかった一人の練習生をデビューグループに入れたことを認めた。
ソン・ヒョヌ、カン・ドンホが被害を受けた練習生として裁判所が公開した。

### PRODUCE 48
アン・ジュニョンとキム・ヨンボムは｢一部の練習生がデビュー予定のグループに含まれることを望まない｣と主張し、2018年8月31日の観客決勝戦投票の前に最終ラウンドの20人の練習生の中からデビューグループIZ*ONE全12名のメンバーを内定し、順位を勝手に決定した。
2020年11月18日、事件の二審で公表された被害練習生にはイ・カウンとハン・チョウォンが含まれている。

### PRODUCE X 101
2019年5月30日の最初のトーナメントの観客のネット投票と現場投票を偽造し、もともとトップ60に選ばれる練習生を脱落させ、他の候補者に置き換えたことを認めた。7月12日の3回目の順位発表でも、同じ手法でトップ20に昇格すべき2人の練習生を入れ替えた。
7月19日の最終トーナメントの前に、デビュー予定のグループX1全11名のメンバーと順位を選出した。事件の二審は、最初のトーナメントの被害を受けた練習生がアンザルディ・ティモシーであることを公表した。第三次順位発表の被害者にはキム・グクホン、イ・ジヌが含まれていた。決勝戦の被害者はク・ジョンモ、イ・ジニョク及びクム・ドンヒョンが含まれていた。

### アイドル学校
当番組が放送された時、出場者のイ・ヘインのファンは票数の異常について疑問を提起し、5000票以上の投票認証を受けたが、番組で公開された得票数は2700票余りしかなく、結局他の確かな証拠がないため、却下された。PRODUCE X 101投票の偽造騒動に伴い、アイドル学校真相調査委員会は9月6日にソウル地方警察庁に『アイドル学校』制作チームを詐欺の疑いで起訴した。事実，最終回でそれまで上位圏にいたイ・ヘインが11位で脱落するという事態が起きた。その後、彼女も順位操作されていたことが発覚し、実際の順位は1位であることが判明した。
2019年10月3日、当番組に出演していた練習生は、4,000人の応募者のうち3〜4人だけが番組に出演するためにオーディションを受けたと匿名で主張し、大多数の出場者が競争するためにオーディションを経る必要がなかったことを指摘した。また、MBCとのインタビューで、ある元練習生は、「6ヶ月のトレーニング期間中、練習生は夏に適した服しか与えられず、寒い環境でも耐えなければならなかった」と主張した。それに加えて、「外部からのコミュニケーションや連絡を遮断され、月に一度だけしか日用品を買うことを許されず、十分な食事を取ることができなかった」と述べていた。
10月15日のPD手帳の放送中に、匿名の練習生は、「撮影環境は劣悪で換気が十分に行われず、何名かがほこりで発疹を発症した」と主張した。また、「栄養失調で月経がなかったり、生理が2ヶ月続いたりした人もいた」と主張した。